# الکساندر مستووی
الکساندر مستووی (روسی: Алекса́ндр Влади́мирович Мостово́й؛ زادهٔ ۲۲ اوت ۱۹۶۸) بازیکن فوتبال بازنشسته اهل روسیه است.
از باشگاه‌هایی که در آن بازی کرده‌است می‌توان به استراسبورگ، سلتاویگو، اسپارتاک مسکو، و بنفیکا اشاره کرد.
وی همچنین در تیم ملی فوتبال روسیه بازی کرده و عضو این تیم در جام‌های جهانی ۱۹۹۴ و ۲۰۰۲ بوده است.